# 吉姆·蒙哥马利
詹姆斯·保罗·蒙哥马利（英語：James Paul Montgomery，1955年1月24日—），美国前男子游泳运动员。他曾在1976年夏季奥运会上获得3枚游泳比赛金牌，并且是第一个在100米自由泳比赛中游进50秒的人（49.99秒）。